# 中國澳門體育暨奧林匹克委員會
中國澳門體育暨奧林匹克委員會，簡稱澳門體奧會、澳門奧委會或，是代表澳門的國家（地區）奧林匹克委員會，現屬亞洲奧林匹克委員會、東亞奧林匹克委員會及葡語系奧林匹克委員會成員，但并不是國際奧林匹克委員會成員。澳門體奧會之現任會長是馬有恆、主席是盧景昭。

## 歷史

前澳門奧林匹克委員會會徽

澳門的體育發展有頗長時間。第二次世界大戰束之後，反殖民主義成為大潮流，很多殖民地紛紛獨立，順應這個趨勢，國際奧委會在1950年亦通過接受殖民地以獨立身份加入成為會員。新加坡、牙買加、英屬圭亞那首次參加1948年倫敦奧運會；香港在1951年2月提出申請，3個月後就獲得接納，不過，同樣屬於殖民地的澳門就沒有把握時機，申請加入國際奧委會。澳門到1991年終於提出入會申請，但當時澳門的宗主國葡萄牙反應並不積極，結果並無成事。1995年國際奧委會修改章程，訂明只有獨立國家才能夠成為會員，澳門就是這樣失去了申請入會的資格。
直到1974年得到葡萄牙奧林匹克委員會的批准，以澳門奧林匹克委員會（葡萄牙語：Comite Olímpico de Macau，簡稱澳門奧委會，C.O.M.）為獨立名義參加國際體育組織及賽事。隨著社會發展及參與體育活動的人數增加，澳葡政府在1987年5月18日成立澳門體育總署，成為澳門首個以體育為範疇的政府部門。
1989年12月，澳門奧委會以「澳門」名義加入亞奧理事會。在1990年代，澳門奧委會亦隨著社團體育活動的法例不斷完善和發展，並在1991年至1999年期間興建了20個具規模的體育設施。至2000年，澳門因應政權移交而改以「中國澳門」之名義參與國際體育運動。
此後，澳門奧委會先後協辦在澳門舉行的大型運動會——2005年東亞運動會、2006年葡語系運動會及2007年亞洲室內運動會；2005年，澳門奧委會第一副主席蕭威利獲推選為亞奧理事會（亞洲室內運動會）副會長。
2008年4月10日，根據《澳門日報》報道，澳門奧林匹克委員會希望申請加入國際奧林匹克委員會，惟國際奧委會曾在1996年修改章程時定明了允許聯合國成員國為會員（現已刪除），而澳門的申請個案仍正在研究和審理，故澳門仍然未能以「中國澳門」的獨立地區名義參與奧林匹克運動會。同年，有鑑於澳門體育人士有意成立一個「澳門體育協會總會」之組織及其他原因，澳門奧林匹克委員會決定正式按照國際奧林匹克委員會規則於9月10日在第37期澳門特別行政區公報第二組刊登了經該委員會會員大會通過的修訂章程而進行改組，易名為澳門體育暨奧林匹克委員會，成為唯一一個對外及對內聯絡的體育總會機構。2012年11月1至3日期間首次承辦亞奧理事會全體會議，會議中會選出第18届亚洲运动会的主辦權。

## 主要職責
1. 負責確保按照國際奧林匹克組織章程在澳門使用國際奧林匹克委員會會徽、口號等。
2. 確保在澳門發展及維護奧林匹克活動及一般體育運動。
3. 聯同澳門各體育項目總會籌劃訓練及挑選運動員，使能代表及以「中國澳門」名義參賽。
4. 負責籌辦在澳門舉行的運動會。

## 總部辦事處
近年，澳門奧委會為了確立辦事處，澳門特區政府在2005年東亞運動會舉辦後，第四屆東亞運動會澳門組織委員會於2006年決定把傳媒資訊中心無條件借給澳門奧委會，成為奧委會之辦事處。其後在2007年亞洲室內運動會舉辦後，「三個品牌」的籌備工作正式劃上句號，而該「三個品牌」大樓改作為新的澳門奧林匹克委員會總部大樓，並於2008年1月30日由亞奧理事會主席主持揭幕及啟用儀式。其後，因應澳門政府之政策研究室（現今的政策研究及區域發展局）確定設於上述大樓，澳門奧委會辦事處遂遷往路氹新城國際體育綜合體保齡球中心2樓繼續運作。

## 歷屆主要成員

### 澳門奧林匹克委員會時期
| 年期           | 主席   | 第一副主席 | 第二副主席 | 備注   |
| -------------- | ------ | ---------- | ---------- | ------ |
| 1997年至1999年 | 何厚鏵 | 藍鏵纓     |            |        |
| 2000年至2002年 | 藍鏵纓 | 蕭威利     | 馬有恆     |        |
| 2003年至2005年 | 藍鏵纓 | 蕭威利     | 馬有恆     |        |
| 2006年至2008年 | 藍鏵纓 | 蕭威利     | 馬有恆     | [ 10 ] |

### 改組成中國澳門體育暨奧林匹克委員會後
| 年期           | 會長（理事會主席） | 監事會主席 | 會員大會主席 | 會員大會副主席       | 備注                             |
| -------------- | ------------------ | ---------- | ------------ | -------------------- | -------------------------------- |
| 2009年至2012年 | 盧景昭             | 尹君樂     | 馬有恆       | 鮑馬壯 劉衍泉 菲能地 | 澳門體奧會於2009年1月1日改組成立 |
| 2012年至2016年 | 盧景昭             | 尹君樂     | 馬有恆       | 鮑馬壯 菲能地        |                                  |
| 2024年至2028年 | 陳澤武             | 曾展南     | 馬有恆       | 菲能地 柯嵐          |                                  |

### 引用
1. ↑  2003年，《東亞運與青少年》下篇第二節〈澳門體育發展〉，「即使澳門的體育發展擁有一段悠長的歷史，但截至1974年……」
2. ↑  . 香港電台.   [2012-08-10]. （原始内容存档于2016-03-05）.
3. ↑  《澳門東亞運》，2003年
4. ↑  《東亞運與青少年》，2004年
5. ↑  . 澳門日報. 2008年4月10日  [2008年10月12日]. （原始内容存档于2009年1月9日）.
6. ↑  . 澳門日報. 2008年4月10日  [2008年10月13日]. （原始内容存档于2009年1月9日）.
7. ↑  . 澳門日報. 2008年9月17日  [2008年10月11日]. （原始内容存档于2008年9月19日）.
8. ↑  【澳門日報】2008年12月31日〈馬有恆任大會主席、體奧會今早就職〉[永久]
9. ↑  . 澳門日報. 2008年1月31日.[永久]
10. ↑  二零零六至二零零八年度澳門奧林匹克委員會理監事會成員[永久]
11. ↑  .   [2009年1月13日]. （原始内容存档于2009年1月18日）.